# Iosîpivka, Rujîn
Iosîpivka (în ucraineană Йосипівка) este un sat în comuna Bilîlivka din raionul Rujîn, regiunea Jîtomîr, Ucraina.

## Demografie
Componența lingvistică a localității Iosîpivka
     Ucraineană (99,36%)
     Alte limbi (0,64%)
Conform recensământului din 2001, majoritatea populației localității Iosîpivka era vorbitoare de ucraineană (99,36%), existând în minoritate și vorbitori de alte limbi.